# Reinhold Merten
Reinhold Adolf Merten (* 6. Juni 1894 in Wiesbaden; † 19. August 1943 in München) war ein deutscher Dirigent.

## Leben
Der aus einer Musikerfamilie stammende Merten besuchte zunächst das Konservatorium in Wiesbaden, studierte dann aber Medizin an der Philipps-Universität Marburg und Johann Wolfgang Goethe-Universität Frankfurt am Main und war im Ersten Weltkrieg Sanitätsoffizier. Nach dem Krieg promovierte ihn die Universität Frankfurt mit einer Dissertation über Die säurefesten, tuberkelbazillenähnlichen Bazillen in Blasinstrumenten (1933) zum Dr. med.
Merten arbeitet jedoch nicht als Arzt, sondern wurde 1920 Solorepetitor an der Oper Frankfurt. Gemeinsam mit Paul Hindemith gründete er 1922 die Frankfurter Gemeinschaft für Musik. Nachdem im April 1924 die Südwestdeutsche Rundfunkdienst AG in Frankfurt am Main (Radio Frankfurt) den Betrieb aufgenommen hatte, sammelten sich unter Mertens Leitung einige Musiker im Studio des Senders im alten Postscheckamt in der Stephanstraße und machten Ensemblemusik. Ab 1926 arbeitete er in Frankfurt als Organist und Pianist. Im Jahr 1927 trat er der SPD bei, der er bis 1931 angehörte. Am 1. Oktober 1929 erfolgte die Gründung des Frankfurter Rundfunk-Symphonie-Orchesters mit Hans Rosbaud als ersten und Reinhold Merten als zweiten Kapellmeister.
Neben seiner musikalischen Tätigkeit war er „Musikfunktionär“ beim Rundfunk. Zum 1. April 1933 trat er der NSDAP bei (Mitgliedsnummer 1.795.051). 1934 war er in Berlin mit dem Aufbau einer Tonmeisterschule betraut. 1938 wurde er Leiter der Abteilung akustisch-musikalische Grenzgebiete der Zentralleitung Technik innerhalb der Reichs-Rundfunk-Gesellschaft in Dresden. 1939 wechselte er als Chefdirigent zum Großen Orchester des Reichssenders Leipzig. Dort blieb er, bis der Sender 1940 kriegsbedingt stillgelegt wurde. Außerdem war er Lehrbeauftragter für angewandte Musikwissenschaft an der Universität Freiburg.
1941 ging er als erster Kapellmeister zum Reichssender München. Nach schwerer Krankheit verstarb er 1943 in München.